# Древоточец пахучий
Древоточец пахучий, или древоточец ивовый, или крушень-древоточец (лат. Cossus cossus) — крупная ночная бабочка из семейства древоточцев. Размах крыльев до 10 см. Окраска буровато-серая с многочисленными тёмными волнистыми поперечными линиями и светлыми пятнами. Гусеницы — ксилофаги, ведут скрытый образ жизни, прогрызают ходы в стволах древесных растений.

## Описание

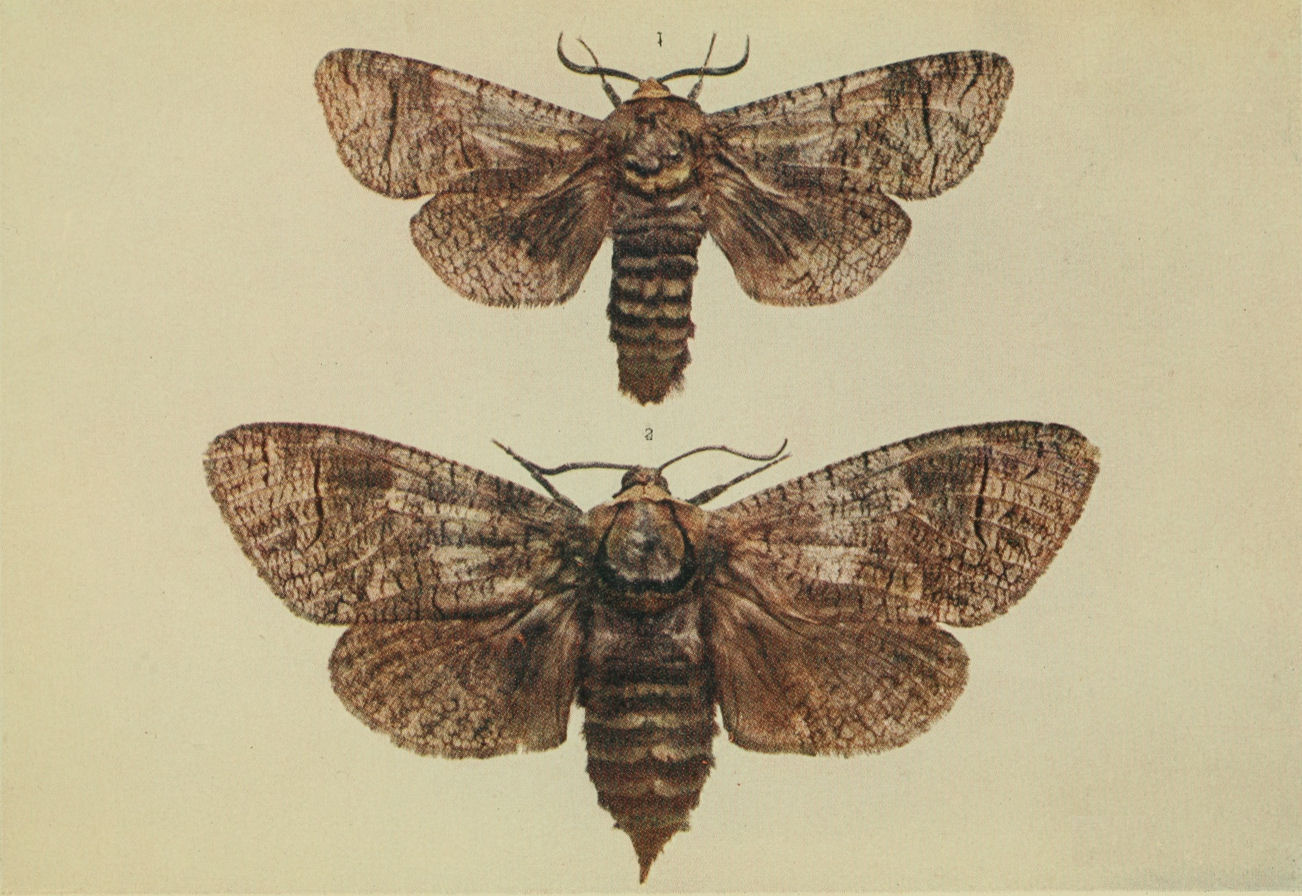
Самец и самка

Бабочка крупных размеров. Размах крыльев самцов 65—70 мм, самок — 75—100 мм. Жилкование крыльев примитивное. Передние крылья бабочки от серо-коричневых до тёмно-серых с мраморным рисунком и неясными расплывчатыми серо-белыми пятнышками, а также тёмными поперечными волнистыми линиями. Задние крылья тёмно-коричневые с матовыми тёмными волнистыми линиями. Грудь сверху тёмная, коричневато-серая, с бархатисто-чёрной поперечной полосой, к брюшку беловатая. Брюшко толстое, тёмно-серое, с густыми бледно-серыми волосовидными чешуйками по заднему краю каждого сегмента. Брюшко самки с выдвижным, хорошо заметным яйцекладом. Хоботок короткий — ротовой аппарат недоразвит. Самец несколько мельче самки.

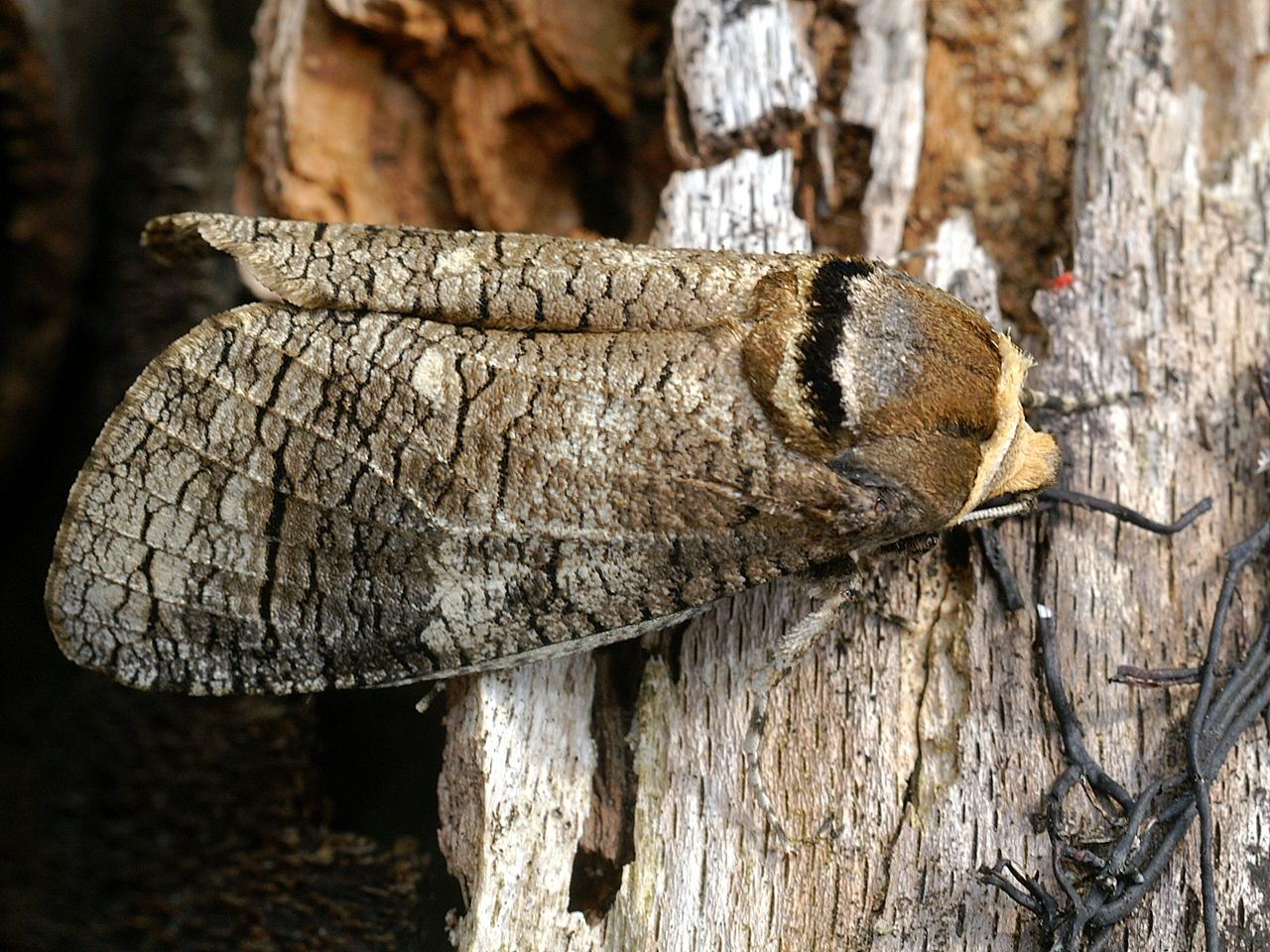
Бабочка со сложенными крыльями

## Ареал
Ареал включает Северную Африку, Западную и Восточную Европу, Малую и Переднюю Азию, Кавказ, Среднюю Азию, Сибирь, Монголию, Северный и Центральный Китай, Корею и Японию.

## Местообитания
Встречается по всей зоне смешанных и широколиственных лесов, в пойменных лесах, лесополосах, садах и парках. На Кавказе и в Закавказье встречаются до верхней границы леса, в Туркменистане и Таджикистане в оазисах и тугаях по берегам рек, реже в горных лесах.
Вид оседлый, ведёт ночной образ жизни.

## Время лёта
Лёт бабочек в средней полосе европейской части — с конца мая по начало августа. В Крыму и на Черноморском побережье Кавказа при ранней и теплой весне — с середины апреля (длится до начала августа), в Закавказье — с начала мая до конца июля, в Бурятии и Туве — с конца июня по конец августа, в Туркменистане — с апреля по конец июня, в Таджикистане (Гиссарская долина) — с середины мая по начало августа. Бабочки летают низко над землёй, преимущественно ночью. Лёт длится около двух недель.

## Размножение

### Яйцо
Самки откладывают от 700 до 1000 яиц, преимущественно в щели коры. Яйца откладываются группами по 15—50, иногда до 230 штук. Яйца покрываются клейкими выделениями, быстро застывающими на воздухе. Яйца светло-бурого цвета, продолговатые, длиной 1,2—1,7 мм. Стадия яйца 12—16 дней.

### Гусеница

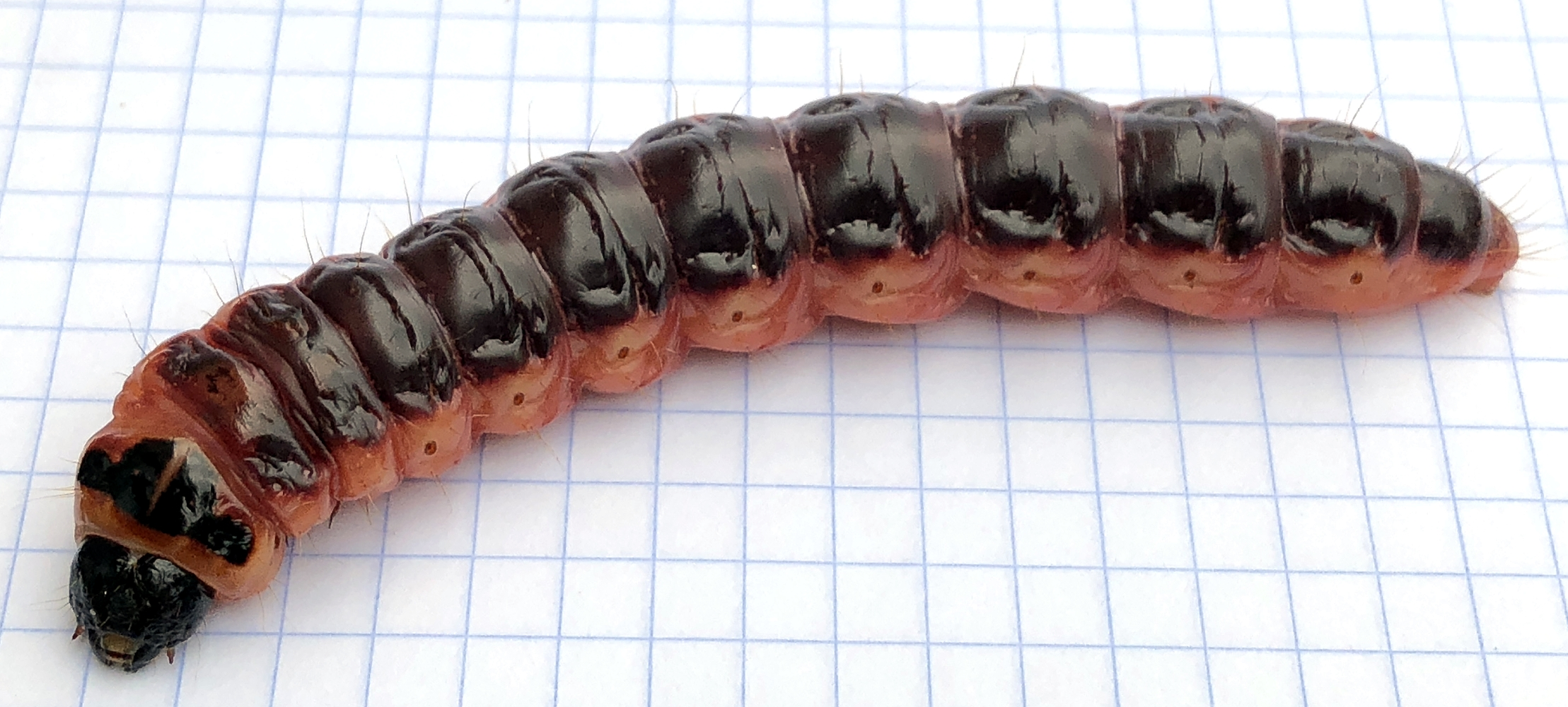
Гусеница (масштаб клетки 5 мм)

Гусеницы — ксилофаги, питаются древесиной ивы, тополя, осины и ольхи. Иногда могут жить в плодовых деревьях: груша, яблоня, слива, вишня, айва, абрикос, грецкий орех, хурма , маслина европейская, маслина дикая, шелковица, облепиха. В число кормовых пород также входят: ясень, берёза, бук, дуб, клён, вяз мелколистный, вяз приземистый и других.
Гусеницы первого возраста розовой или вишнёво-красной окраски, последних возрастов — коричнево-красные с более тёмной спиной и чёрной головой. Под конец своего развития достигают длины 80—120 мм. Зимуют гусеницы в выгрызенной в древесине камере в конце хода внутри ствола, закрытой пробкой из буровой муки.
Гусеницы первого возраста держатся группами, вгрызаясь под кору и формируют на поверхности луба расширенный общий ход. Позднее, молодые гусеницы повреждают лубяной слой и камбий, где делают многочисленные сообщающиеся ходы, заполненные буровой мукой и экскрементами.
После первой зимовки каждая гусеница делает отдельный ход в глубь древесины и к корню ствола, в котором продолжает развиваться. Ход взрослой гусеницы — большое широкоовальное отверстие диаметром 12—16 мм.
На старых деревьях с толстой корой в нижней части ствола гусеницы выедают отдельные длинные ходы только после первой зимовки. На более тонких стволах с гладкой корой гусеницы проникают в древесину раньше, как правило, в течение месяца после вылупления.
Обычно гусеницы заселяют старые и больные деревья, но могут встречаться и в молодых и здоровых деревьях. Поражённые деревья легко обнаруживаются по выбрасываемым гусеницами красно-бурым испражнениям, для удаления которых из своих ходов гусеницы прогрызают особые отверстия в коре. По коре заселённых гусеницами деревьев обычно течёт сок, на который часто слетаются различные насекомые, а поражённые деревья издают довольно сильный запах древесного уксуса.

### Куколка
Перед окукливанием, обычно в конце лета — осенью, гусеница покидает ствол дерева, зарывается в почву около него, где сооружает плотный шелковый кокон, вплетая в его стенки частички почвы. Окукливание ранней весной. Стадия куколки от 2 до 6 недель. В северных районах европейской части страны и в Сибири гусеницы не покидают осенью ствол дерева, а выгрызают в конце хода камеру. В ней из буровой муки строят подобие кокона, в котором зимуют ещё раз. Весной взрослые гусеницы продолжают питаться до июня. Затем они покидают ствол и окукливаются в почве.

## Хозяйственное значение
Гусеницы могут повреждать древесину плодовых деревьев. Защитные мероприятия: побелка штамбов, замазывание ран на деревьях садовым варом, обмазка штамбов глиной с казеиновым клеем с добавлением инсектицида; вырубка ослабленных, заселённых гусеницами деревьев. В садах для сохранения отдельных заселённых деревьев впрыскивают в гусеничные ходы на штамбах раствор инсектицида.

## Охрана
Древоточец пахучий занесён в Красную книгу Республики Татарстан , Смоленской области и Московской области

## Подвиды
- Cossus cossus cossus
- Cossus cossus albescens  Kitt, 1925 (Казахстан, Россия)
- Cossus cossus araraticus  Teich, 1896 (Азербайджан, Грузия, Турция, Иран)
- Cossus cossus armeniacus  Rothschild, 1912 (Турция)
- Cossus cossus chinensis  Rothschild, 1912 (Китай: Shaanxi)
- Cossus cossus dauricus  Yakovlev, 2007 (Россия: Забайкалье)
- Cossus cossus dersu  Yakovlev, 2009 (Россия: Приморский край)
- Cossus cossus deserta  Daniel, 1953 (Монголия)
- Cossus cossus gueruenensis  Friedel, 1977 (Малая Азия)
- Cossus cossus kopetdaghi  Yakovlev, 2009 (Туркменистан)
- Cossus cossus kossai  Wiltshire, 1957 (Иордания, Ирак)
- Cossus cossus lucifer  Grum-Grshimailo, 1891 (Тибет)
- Cossus cossus mongolicus  Erschoff, 1882 (Монголия)
- Cossus cossus omrana  Wiltshire, 1957 (Ирак, Иран)
- Cossus cossus tianshanus  Hua, Chou, Fang & Chen, 1990 (Казахстан, Киргизия, Узбекистан, Таджикистан, Афганистан)
- Cossus cossus uralicus  Seitz, 1912 (Уральск)